# Peter Sommerwil
Peter Sommerwil es un deportista canadiense que compitió en remo. Ganó una medalla de oro en el Campeonato Mundial de Remo de 1993, en la prueba de ocho con timonel ligero.

## Palmarés internacional
| Campeonato Mundial | Campeonato Mundial       | Campeonato Mundial | Campeonato Mundial      |
| Año                | Lugar                    | Medalla            | Prueba                  |
| ------------------ | ------------------------ | ------------------ | ----------------------- |
| 1993               | Račice (República Checa) | Medalla de oro     | Ocho con timonel ligero |